# Rugby World Cup '95
Rugby World Cup '95 es el videojuego oficial de la Copa Mundial de Rugby de 1995, disputada en Sudáfrica. Fue desarrollado por la británica The Creative Assembly y publicado por EA Sports para las plataformas de Mega Drive y PC.

## Jugabilidad
El juego está disponible en francés e italiano y fue el primer intento de Electronic Arts en una simulación de rugby. El juego utiliza el mismo motor que FIFA International Soccer, adaptado por el equipo de desarrollo EA. Al igual que el FIFA, el juego utiliza un punto de vista isométrico.
El jugador controla a uno de los quince rugbistas en su tiempo a la vez, con la capacidad de cambiarlos con el mando. El juego permite hasta cuatro jugadores humanos al mismo tiempo, cada uno controlando a un rugbista diferente. Los jugadores humanos pueden elegir controlar a un rugbista del mismo equipo o en equipos opuestos. Los rugbistas restantes están controlados por la computadora.

### Competiciones
Están disponibles tres modos de juego: Copa del Mundo, Liga y Partido. El amistoso permite al usuario elegir entre las 26 selecciones nacionales y multijugador, el mundial es exactamente la distribución y el formato de Sudáfrica 1995 (con el jugador controlando a un equipo de su elección a través de una serie de partidos, comenzando en fase de grupos y la posibilidad de progresar a la fase de eliminatorias) y la liga está formada por ocho equipos que disputan un torneo de todos contra todos a doble partido.

## Selecciones nacionales
El juego cuenta con las 16 selecciones nacionales que participaron en la Copa Mundial de Rugby de 1995, otros catorce países que participaron en las fases de clasificación y dos equipos ficticios: los EA Barbarians y EA Maulers. Ninguno de los rugbistas están licenciados y tienen nombres ficticios.
| - Alemania - Argentina - Australia - Canadá - Costa de Marfil - Escocia | - España - Estados Unidos - Fiyi - Francia - Gales - Inglaterra | - Irlanda - Italia - Japón - Lituania - Marruecos - Namibia | - Nueva Zelanda - Países Bajos - Portugal - República Checa - Rumania - Rusia | - Samoa - Sudáfrica - Suecia - Tonga - Uruguay - Zimbabue |

## Crítica
Next Generation revisó la versión génesis del juego, calificándolo con tres estrellas de cinco y declaró: «la Rugby World Cup '95 es un juego deportivo de calidad, que sirve como una gran bienvenida al deporte del rugby, oh, y por no hablar del juego que es muy divertido».
Stuart Campbell de PC Gamer revisó la versión de DOS, criticando la perspectiva isométrica al afirmar que era difícil averiguar dónde se estaba en el terreno de juego, incluso con las líneas de marcas y dónde se encontraban los otros rugbistas del equipo. También señaló que la posesión de la pelota en un ruck parece decidirse al azar y los controles de patadas tardan demasiado tiempo en llevarse a cabo por el rugbista. Otorgó al juego una puntuación del 52% y el veredicto general de Campbell fue: «se concentra en el realismo a expensas del juego, pero no hace un muy buen trabajo de ninguno de los dos».